# Diyala (province)
La province de Diyâlâ est une des 19 provinces d'Irak.

## Géographie
La population est arabe majoritairement sunnite.
Une grande partie de la province est arrosée par la rivière Diyâlâ, un des plus importants affluents du Tigre qui donne son nom à la région. La région est principalement agricole, on y cultive les dattes et les oranges.
La région est fortement atteinte par la sécheresse. Ses habitants souffrent de la pénurie d’eau, de la désertification et de la destruction des cultures.

## Districts
| District     |           | Capitale     |           |
| ------------ | --------- | ------------ | --------- |
| Baquba       | بعقوبة    | Baquba       | بعقوبة    |
| Al-Muqdadiya | المقدادية | Al-Muqdadiya | المقدادية |
| Al-Khalis    | الخالص    | Al-Khalis    | الخالص    |
| Khanaqin     | خانقين    | Khanaqin     | خانقين    |
| Bladruz      | بلدروز    | Bladruz      | بلدروز    |
| Kifri        | كفري      | Kifri        | كفري      |

## Infrastructures
La province de Diyâlâ est connue par son centre de médias : elle possède la plus importante antenne de télévision du Moyen-Orient. Ce centre a été construit avec la coopération d'une firme japonaise d'architecture. C'était la seule chaîne de télévision jouissant d'une certaine indépendance.

### Sources
- (en) Cet article est partiellement ou en totalité issu de l’article de Wikipédia en anglais intitulé « Diyala Province » (voir la liste des auteurs).